# Lloyd Pandi
Lloyd Kanda Pandi (Ottawa, Ontario, 10 de diciembre de 1999) es un baloncestista canadiense, que pertenece a la plantilla del SC Rasta Vechta de la Basketball Bundesliga. Con 1,93 metros de estatura, juega en la posición de base.

## Trayectoria deportiva
Es un base que puede jugar de escolta formado en el Ashbury College de su ciudad natal y en el Bull City Preparatory Academy de Durham, Carolina del Norte, antes de ingresar en 2019 en la Universidad de Carleton, en la que jugó tres temporadas con los Carleton Ravens, desde 2019 a 2022. 
En 2020 disputa la Canadian Elite Basketball League con los Ottawa BlackJacks y en 2021, lo hace con los Niagara River Lions.
El 12 de diciembre de 2022 firma por el Darüşşafaka S.K. de la Türkiye Basketbol 1. Ligi.
El 5 de septiembre de 2024 firmó con el Rasta Vechta de la Basketball Bundesliga alemana.

### Selección nacional
El 23 de agosto de 2022 Pandi recibió su primera llamada de la Selección de baloncesto de Canadá como parte de la lista de la FIBA AmeriCup 2022. En dicho torneo promedió 5,7 puntos y 2,8 rebotes con 19,1 minutos en 6 partidos, donde Canadá terminó cuarto en la competición.